# Лайлс, Ноа
Ноа Лайлс (англ. Noah Lyles, род. 18 июля 1997 года) — американский легкоатлет-спринтер, олимпийский чемпион 2024 года в беге на 100 метров, 6-кратный чемпион мира. Рекордсмен США на дистанции 200 метров.

## Биография
Сначала он посещал секцию гимнастики, но в возрасте 12 лет стал заниматься лёгкой атлетикой. Его родители Кейша Кейн и Кевин Лайлс соревновались в легкой атлетике в Университете Сетон-Холл. Сам он учился в средней школе T. C. Williams в Александрии, Вирджиния.
В 2019 году с результатом 19,83 сек Ноа победил на дистанции 200 метров на предолимпийском чемпионате мира в Катаре. Через несколько дней Лайлс стал двукратным чемпионом мира, победив в эстафетной команде на дистанции 4 по 100 метров.
На Олимпийских играх 2020 года выступал только на дистанции 200 метров, где занял третье место с результатом 19,74 сек, отстав на 0,12 сек от чемпиона Андре Де Грасса.
На чемпионате мира 2022 года в Орегоне выиграл золото на 200-метровке с рекордом США (19,31, третий результат в истории), а также завоевал серебро в эстафете 4×100 метров. На дистанции 100 метров Лайлс в Орегоне не выступал.
На чемпионате мира 2023 года в Будапеште Лайлс выиграл золото в беге на 100 метров с личным рекордом и результатом сезона в мире — 9,83 сек. Через несколько дней Ноа одержал победу и на дистанции 200 метров с результатом 19,52 сек. Лайлс стал вторым спринтером в истории после Усэйна Болта, выигравшим дистанцию 200 метров на чемпионате мира более двух раз. 26 августа выиграл своё третье золото на чемпионате мира в Будапеште, на этот раз в эстафете 4×100 метров, где Лайлс бежал на последнем этапе у сборной США. Лайлс стал седьмым мужчиной в истории, кому удалось выиграть не менее шести золотых медалей на чемпионатах мира по лёгкой атлетике.
4 августа 2024 года на Олимпийских играх в Париже выиграл золото на дистанции 100 метров. Лайлс установил личный рекорд (9,79) и опередил Кишейна Томпсона на 0,005 сек благодаря фотофинишу. Лайлс стал первым с 2004 года американцем, выигравшим 100 метров на Олимпийских играх. На дистанции 200 метров занял в финале третье место с результатом 19,70.

## Персональные рекорды
| Дисциплина | Время    | Место | Дата           |
| ---------- | -------- | ----- | -------------- |
| 100 метров | 9,79     | Париж | 4 августа 2024 |
| 200 метров | 19,31 NR | Юджин | 21 июля 2022   |
| 400 метров | 47,04    | США   | 23 апреля 2016 |
| Высота     | 1,98     | США   | 22 мая 2014    |